# Goranboj
Goranboj (azerbajdzjanska: Goranboy Rayonu) är ett distrikt i Azerbajdzjan. Det ligger i den centrala delen av landet, 270 km väster om huvudstaden Baku. Antalet invånare är 90 554. Arean är 1 790 kvadratkilometer.
Terrängen i Goranboj är varierad.
Följande samhällen finns i Goranboj:
- Goranboy
- Qızılhacılı
- Dalimamedli
- Safykyurd
- Khankarvend
- Borsunlu
- Qaradağlı
- Fakhraly
- Ağamalıoğlu
- Tap Qaraqoyunlu
- Azyrakhmedli
- Xoylu
- Veyisli
- Bakhchakyurd
- Nizami
- Karkudzhak
- Muzdurlar
- Cinli Boluslu
- Samedabad
- Qaramusalı
- Alpout
- Ragimli
- Qazanbulaq
- Kyrykly
- Todan
- Xınalı
- Qaraçinar
- Qarqucaq
- Qaşaltı Qaraqoyunlu
- Kyalyak
- Azizbekovo
- Shefek
- Hacallı
- Kurbanzade
- Shadyly
- Gürzallar
- Kasymbeyli
- Sarov
- Buzluq
- Manashid
- Şıxlar
- Shaumyanovsk

Trakten runt Goranboj består i huvudsak av gräsmarker. Runt Goranboj är det ganska tätbefolkat, med 70 invånare per kvadratkilometer.